# Ассерсен, Питер Кристиан
Питер (Петер) Кристиан Ассерсен (англ. Peter Christian Assersen; 5 января 1839, Эйгерсунн, Ругаланн, Норвегия — 6 декабря 1906, Нью-Лондон, Коннектикут) – инженер-строитель и контр-адмирал ВМС США.

## Биография
Норвежского происхождения. Родился на ферме. В 17-летнем возрасте юнгой на барке, отправился в Америку. Прибыл в Соединенные Штаты в 1859 году.
В мае 1862 года поступил на службу в ВМС США. Служил помощником капитана. 
Участник Гражданской войны в США (1861—1865). Во время войны принял участие в нескольких сражениях, будучи командиром канонерских лодок. В ноябре 1862 года был назначен инженером корпуса морской пехоты США.
Демобилизован в феврале 1869 года и вернулся на военно-морскую службу в качестве инженера-строителя весной 1874 года. Получил звание лейтенанта, затем капитана, а в 1889 году стал контр-адмиралом ВМС США. 
Был главным инженером Бруклинской военно-морской верфи в Нью-Йорке и Норфолкской военно-морской верфи, специализируясь на строительстве сухих доков.
Ушёл в отставку в январе 1901 года в звании контр-адмирала и продолжил военную службу.
Умер  от стенокардии в Нью-Лондоне, похоронен на территории Военно-морской академии США в Аннаполисе.